# Kurt Böhme

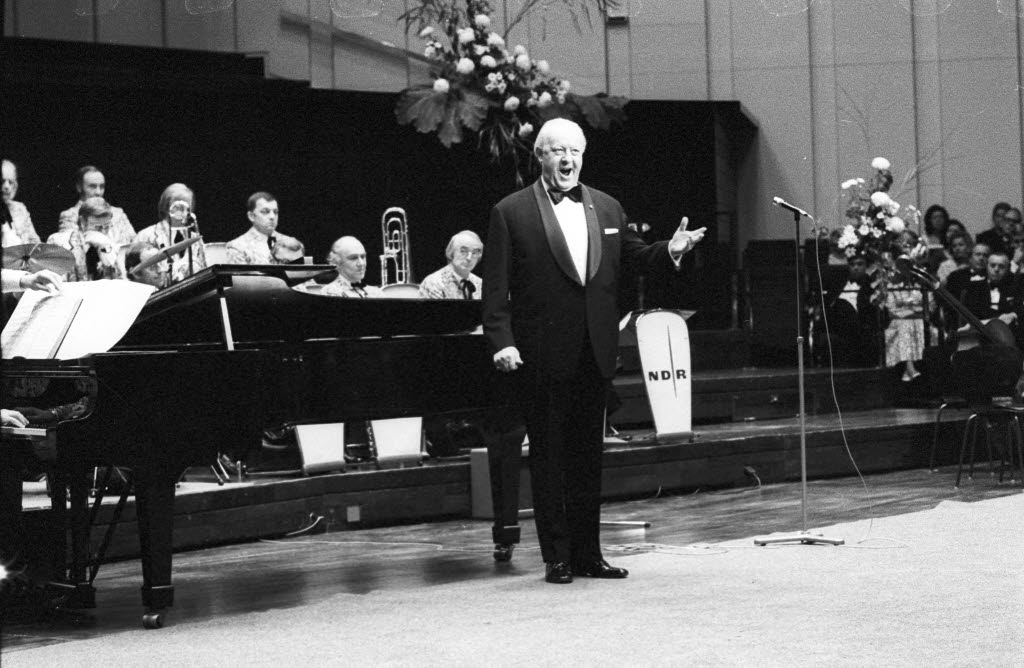
Kurt Böhme, 1974.

Kurt Böhme (Dresde, 5 de mayo de 1908 - Múnich, 20 de diciembre de 1989) fue un cantante alemán, con voz de bajo. 

## Vida
Estudió en el Conservatorio de Dresde con Adolf Kluge, comenzando su carrera en la Ópera Estatal de Dresde en 1930, interpretando Kaspar (El cazador furtivo, de Carl Maria von Weber), uno de sus más destacados papeles a lo largo de su carrera. 
Desde 1930 hasta 1950 fue miembro de la Ópera Estatal de Dresde. Visitaría los más grandes escenarios del mundo: Covent Garden desde 1936, Salzburgo de 1941 a 1959, Viena a partir de 1943, el Met desde 1954 y la Scala de Milán. En el Festival de Bayreuth actuó entre 1952 y 1967. En 1950 se convierte en miembro residente de la Ópera estatal de Múnich y, en 1955, miembro de la Ópera Estatal de Viena. En los años 1950 y 1960 fue conocido internacionalmente debido a su talento dramático, como bajo buffo.
En el Teatro Colón de Buenos Aires debutó en 1952 con El Holandés Errante y Wozzeck, regresó en 1953 para Fidelio, Edipo Rey, El Castillo de Barba Azul, El Caballero de la Rosa y nuevamente Wozzeck, siempre bajo la batuta de Karl Böhm, en 1961 cantó El Rapto en el Serrallo, La Mujer Silenciosa y El Caballero de la Rosa de Richard Strauss y Parsifal de Richard Wagner, todas bajo la batuta de Heinz Wallberg.
Sus grandes papeles fueron: El comendador (Don Giovanni), Osmin (El rapto en el Serrallo) y Sarastro (La flauta mágica), de Mozart; el barón Ochs (El caballero de la rosa) y Morosus, de R. Strauss; Hunding y Fafner (El Anillo del Nibelungo), Pogner (Los maestros cantores) y Köning Heinrich (Lohengrin), de Wagner; Kaspar (El cazador furtivo, de Weber). Estrenó Arabella, de R. Strauss, en el papel de Dominik, en Dresde (1932) y en el Festival de Salzburgo: Penélope de Rolf Liebermann (Ulises) en 1954 y la Irische Legende («La leyenda irlandesa») de Werner Egk (Alcel) en 1955.

## Grabaciones
Entre sus grabaciones sobresalen: 
- Barón Ochs, de El caballero de la rosa, con Hans Knappertsbusch, en 1955 en vivo desde la Staatsoper de Viena.
- Orestes, de Elektra, grabada también en vivo en Viena el año 1957, bajo dirección de Dmitri Mitropoulos.
- Fafner, de El Anillo del Nibelungo, de Bayreuth en 1967, y con Solti en estudio en 1968.